# Клэйг, Габриэль
Габриэль Роуэн Клэйг (англ. Gabriel Rowan Cullaigh род. 8 апреля 1996, Holmfirth, Йоркшир и Хамбер) — британский профессиональный  шоссейный велогонщик, выступающий с 2020 года за команду мирового тура «Movistar Team».

## Достижения

### Трек
2014
1-й  Чемпион Великобритании - Скрэтч (юниоры)
2-й  Чемпионат Европы - Скрэтч (юниоры)
2-й  Чемпионат Европы - Командная гонка преследования (юниоры)
3-й  Чемпионат Европы - Гонка по очкам (юниоры)

### Шоссе
2013
2-й  Чемпионат Великобритании — Групповая гонка (юниоры)
2015
1-й — Этап 1 Велогонка Мира U23
7-й Beaumont Trophy
2016
3-й  Чемпионат Великобритании — Индивидуальная гонка U23
3-й Гент — Вевельгем U23
5-й Чемпионат Европы — Групповая гонка U23
2017
8-й Grand Prix de la Ville de Lillers
2018
1-й — Этапы 1 и 6 Волта Алентежу
3-й  Чемпионат Великобритании — Групповая гонка U23
3-й Gran Premio della Liberazione
9-й Гент — Вевельгем U23
2019
1-й — Этап 3 Волта Алентежу
2-й Rutland-Melton International Cicle Classic